# Johnny Mince
John Henry Muenzenberger, beter bekend als Johnny Mince, (Chicago Heights, 8 juli 1912 – Boca Raton, 23 december 1994) was een Amerikaanse swing-klarinettist. Ook speelde hij altsaxofoon.
Mince speelde met Joe Haymes van 1929 tot 1934 en maakte in 1935 plaatopnames met Red Norvo en Glenn Miller. In de periode 1935-1937 werkte hij met Ray Noble, in 1936 met Bob Crosby en in 1937 sloot hij zich aan bij de band van Tommy Dorsey, waar hij tot 1941 speelde. Na zo'n vier jaar in het leger begon hij een langdurige carrière als studiomuzikant. Hij gaf onder meer les en speelde in de jaren vijftig en zestig bij kleine groepen. Na Tommy Dorsey's overlijden in 1974 kwam Mince terug in diens band en in 1976 speelde hij in de New Paul Whiteman Orchestra. Hierna werkte hij met Yank Lawson, Bob Haggart en de World's Greatest Jazz Band. Hij speelde jazz tot hij zich om gezondheidsredenen uit de muziek moest terugtrekken.
Mince heeft slechts enkele platen als leider gemaakt. Als 'sideman' is zijn spel vastgelegd in opnames van onder meer Tommy Dorsey, Billie Holiday, Frank Sinatra, Lee Wiley, Jack Teagarden, Vic Lewis, Ray McKinley, Keith Smith, Kenny Davern en Barbara Lea.

## Discografie
- 100 Years of American Dixieland Jazz, Flutegrove, 1978
- Summer of '79, Jazzology, 1979
- Master Comes Home, Jazzology, 1984